# Mankells Wallander: Die Cellospielerin
Die Cellospielerin (schwedisch: Cellisten) ist ein schwedisch-deutscher Fernsehfilm aus dem Jahr 2009.
Es handelt sich um die sechste Folge der zweiten Staffel, also die insgesamt achtzehnte Folge der schwedischen Kriminalserie Mankells Wallander mit Krister Henriksson in der Hauptrolle. Die Erstausstrahlung in Schweden fand am 16. September 2009 auf TV4 statt; die deutschsprachige Erstausstrahlung erfolgte am 24. Mai 2010 auf Das Erste.

## Handlung
Klassikliebhaber Kurt Wallander besucht ein Konzert, dass die russische Cellospielerin Irina Konchalevska in Ystad gibt. Als ein Konzertbesucher seine Brieftasche verliert, läuft Wallander ihm hinterher und gibt sie ihm wieder. Als Wallander Irina Konchalevska nach dem Konzert zu ihrem Auftritt gratuliert, wird er Zeuge, wie eine an ihrem Auto versteckte Bombe explodiert und Irina schwer verletzt wird; er kann sie aus dem brennenden Auto ziehen. Nyberg vermutet, dass der Bombenleger kein Profi war, weil die Explosion sonst mehr Schaden angerichtet hätte. Als Isabell bei ihr im Zimmer sitzt, bekommt sie Besuch von einem Beamten von der Spezialeinheit, der die Sicherheitsmaßnahmen auf der Krankenhausstation bemängelt.
Staatsanwältin Katarina Ahlsell erfährt von dem Staatsanwalt Karl Asor aus Malmö, dass Irina Konchalevska als Hauptzeugin in einem Mordprozess unter Zeugenschutz steht. Der Mordprozess soll mit russischen Gruppierungen in Verbindung stehen. Auf diskrete Art und Weise findet Wallander heraus, dass der zuständige Ermittler in Malmö Jens Riis heißt, der Beamte, der im Krankenhaus bei Isabell war. Von Jens Riis, der mit seiner Tochter Ella auf einem gesicherten Hausboot lebt, erfahren Wallander und Martinsson, dass das Opfer in dem Mordfall der Dirigent und Exilrusse Mihail Davydow war, mit dem Irina ein Verhältnis hatte. Irina hat den Täter flüchten gesehen. Der Täter Jurij Rina sitzt in U-Haft und verweigert die Aussage. Sein Anwalt Richard Metz ist Schwede, international tätig und auf die Mafia spezialisiert.
Zwei Unbekannte geben einen präparierten Blumenstrauß für Irina ab, der durch das Wasser in der Vase Zyanidgas abgibt. Gerade noch überlebt Irina den Anschlag. Wallander bringt Irinas Cello zur Reparatur zum Restaurator Joseph, einem Bekannten von Irina.
Wallander bittet Martinsson und Pontus, bei einer Observation von Richard Metz zu helfen. Sie beobachten, wie Metz sich in einer Lagerhalle mit einigen Kontaktmännern trifft. Als Pontus Fotos von diesem Treffen macht, wird er von den Männern angeschossen. In der Lagerhalle finden Wallander und Riis die Leichen zweier erschossener Männer, die wahrscheinlich die Mordanschläge auf Irina unternommen haben. Im Hotelzimmer von Richard Metz finden Wallander und Riis diesen erwürgt vor.
Es stellt sich heraus, dass Jurni Rina der Sohn von Leb Munchin, genannt „Das Gespenst“, einer wichtigen Figur der russischen Mafia ist. Wallander fragt sich, warum der Geliebte von derart zentralen Mitgliedern der russischen Mafia umgebracht wurde. Wallander findet Hohlräume in Irinas Cellokasten und vermutet, dass diese Hohlräume zum Schmuggeln von Drogen genutzt wurden. Zur Sicherheit lässt er Irina an einen neuen Ort bringen. Riis nimmt sie in seinem Hausboot auf. Irina bestätigt Wallanders Vermutung, dass ihr Geliebter in ihrem Cellokasten Drogen geschmuggelt hat.
Über die Strafzettel, die Leb Munchin gekriegt hat, findet Svartman dessen Adresse heraus. Als die Polizei seine Wohnung stürmt, findet sie Leb Munchin nicht mehr vor. Wallander erkennt ihn als den Konzertbesucher wieder, dem er die Brieftasche hinterhergetragen hat.
In der Zwischenzeit erfährt Katarina Ahlsell von der Gerichtsmedizinerin, dass Mihail und möglicherweise auch Irina sich mit HIV angesteckt haben. Wallander vermutet darin das Mordmotiv, weil Yuri sich bei Mihail ebenfalls mit HIV angesteckt hat, weil beide einmal eine homosexuelle Beziehung hatten.
Yuri erklärt sich unter der Bedingung, dass er seine Strafe in Schweden absitzen kann, bereit, auszusagen. Wallander vermutet, dass Yuri Angst hat, in seinen Kreisen wegen seiner Homosexualität umgebracht zu werden. Vom Priester an der russisch-orthodoxen Kirche erfährt Wallander nichts über den Aufenthaltsort von Leb Munchin.
In der Zwischenzeit schleichen sich zwei Mitglieder der Drogenmafia auf Riis' Schiff und überwältigen Svartman. Sie nehmen Riis' Tochter Ella als Geisel und verlangen die Herausgabe von Irina. Irina schafft es, einen der beiden Männer zu überwältigen und den anderen zu erschießen.
Als Leb Munchin in der russisch-orthodoxen Kirche auftaucht, geht Wallander hin, um mit ihm zu reden. Er schafft es, ihn dazu zu bewegen, Yuri im Gefängnis zu besuchen.
Wallander besucht mit Riis, dessen Tochter Ella, Katharina Ahlfeld, Martinsson und Svartman Irinas nächstes Konzert. Er hat auch Irinas Testergebnis dabei: Irina hat kein AIDS. Außerdem wurde Yuri zu zehn Jahren und Leb zu 14 Jahren Haft verurteilt.

## Kritiken
„Vergleichsweise aktionsreicher (Fernseh-)Krimi aus der Mankell-Serie, die seine spannende Geschichte bis zum Ende in der Schwebe hält. - Ab 16.“